# 第二次摩洛哥危機
第二次摩洛哥危机又称为阿加迪尔危机，在1911年发生，是一宗国际危机。该年的7月1日，德意志帝國派出黑豹号战舰到摩洛哥苏丹國（阿拉維王朝）港口阿加迪尔，宣示德国在摩洛哥的利益。
英國与德国的外交关系，已因德皇威廉二世公布的世界政策而变得甚为紧张，並且形成軍備競賽。在德皇威廉二世主政下，德国由1890年代开始大量制造战列舰，而英国则视为企图挑战海上霸权的举动。而英国将德舰的到访误以为是德国想把该港转为德军在大西洋的基地的举动，導致双方关系更为紧张。英国根据1904年簽署的《摯誠协定》，倾向支持法蘭西第三共和国。
而在德方立场，这次外交挑釁举动，其实是为了向法国追讨赔偿。根据1906年在西班牙王國舉行的阿尔赫西拉斯会议之决议，法国得到不少在摩洛哥的利益。是以这次危机可被视为另一宗因殖民主义而起的纷争。
7月9日，法德二国开始谈判，最后在11月4日达成协议。德国承认法国在摩洛哥的政治地位，并把德屬喀麦隆東北部分领土让与法国（今乍得共和國南部）；法国则把法属赤道非洲西接德屬喀麥隆邻近地区（今加彭共和國北部、刚果共和国北部、中非共和國西部、查德共和國西南部）转让给德意志帝国權充新喀麥隆屬地，以作補偿（法德邊界調整後，德屬喀麥隆面積由46萬5千平方公里增至76萬平方公里；法屬赤道非洲面積則是減少29萬5千平方公里，幾乎分成北內陸、南鄰比屬剛果、南濱海三塊飛地）。得到德国同意后，法国于1912年3月30日签订《非斯条约》，將摩洛哥列為法屬保护国，正式把它转为殖民地。
英国在危机时支持法国，强化英法協約以及和俄羅斯帝國之間三国协约的紧密关系。由于英國、法國及俄國对德国的扩张行動更为敏感，所以三国协约逐渐从殖民地协定轉变为军事联盟對抗德國、奧匈帝國及意大利王國的三國同盟。其后，英国更与法国协定，让英国海军防卫英吉利海峡，法国则保卫地中海。这次事件乃第一次世界大战爆发前的危机之一。

## 外部連結
- 1914年欧洲各国在非洲之殖民地 （页面存档备份，存于）
- 1914年德属喀麦隆版图 （页面存档备份，存于）